# Ledebouria asperifolia
Ledebouria asperifolia är en sparrisväxtart som först beskrevs av Van der Merwe, och fick sitt nu gällande namn av Stephanus Venter. Ledebouria asperifolia ingår i släktet Ledebouria och familjen sparrisväxter. Inga underarter finns listade i Catalogue of Life.